# Liên họ Cà niễng râu ngắn
Liên họ Cà niễng râu ngắn (danh pháp khoa học: Hydrophiloidea) là một liên họ trong bộ Cánh cứng (Coleoptera). Cho tới gần đây nó chỉ bao gồm 1 họ, gọi là họ Cà niễng râu ngắn (Hydrophilidae), nhưng một vài phân họ đã được tách ra để tạo thành các họ riêng biệt.

## Hình ảnh

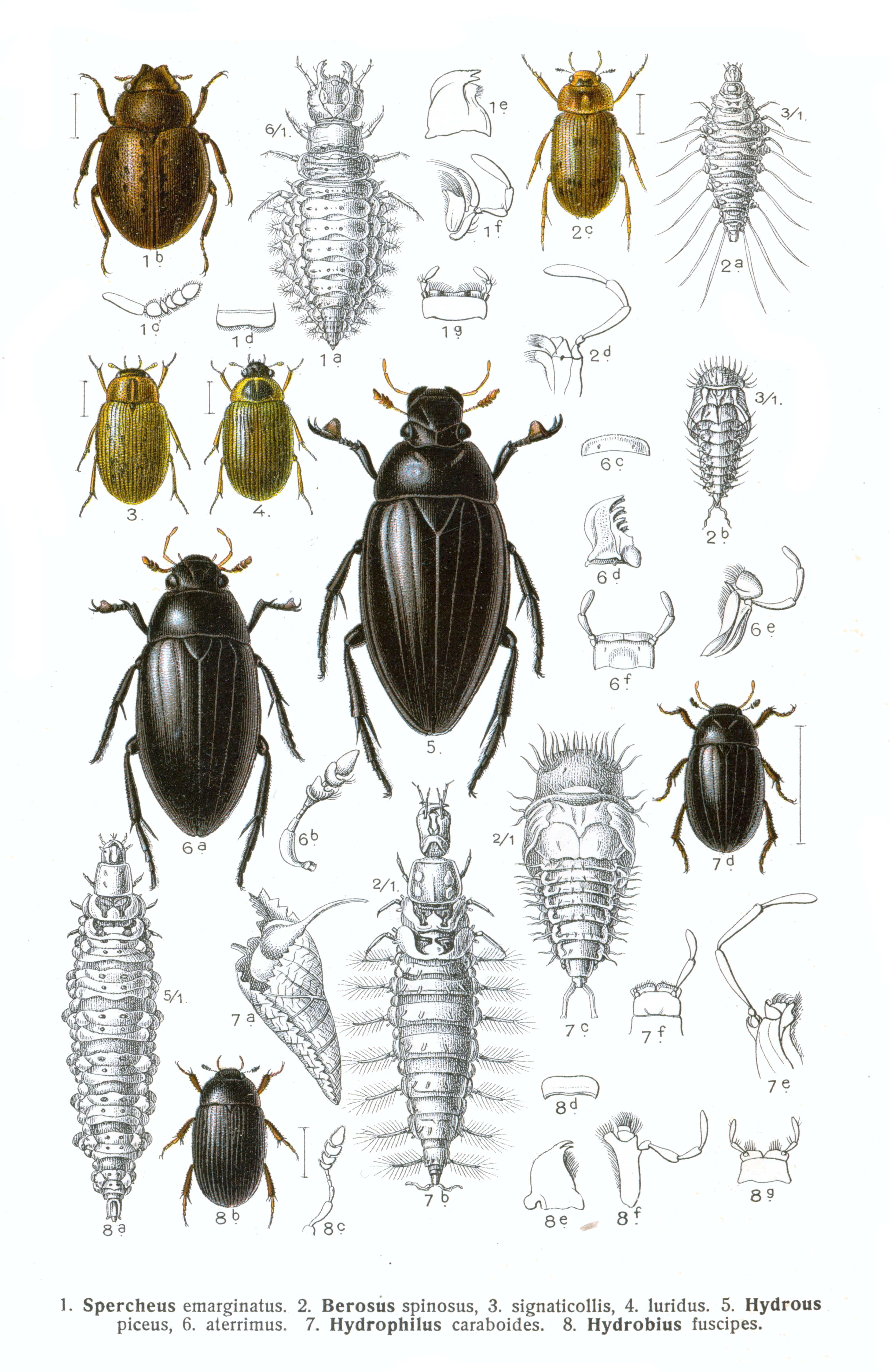
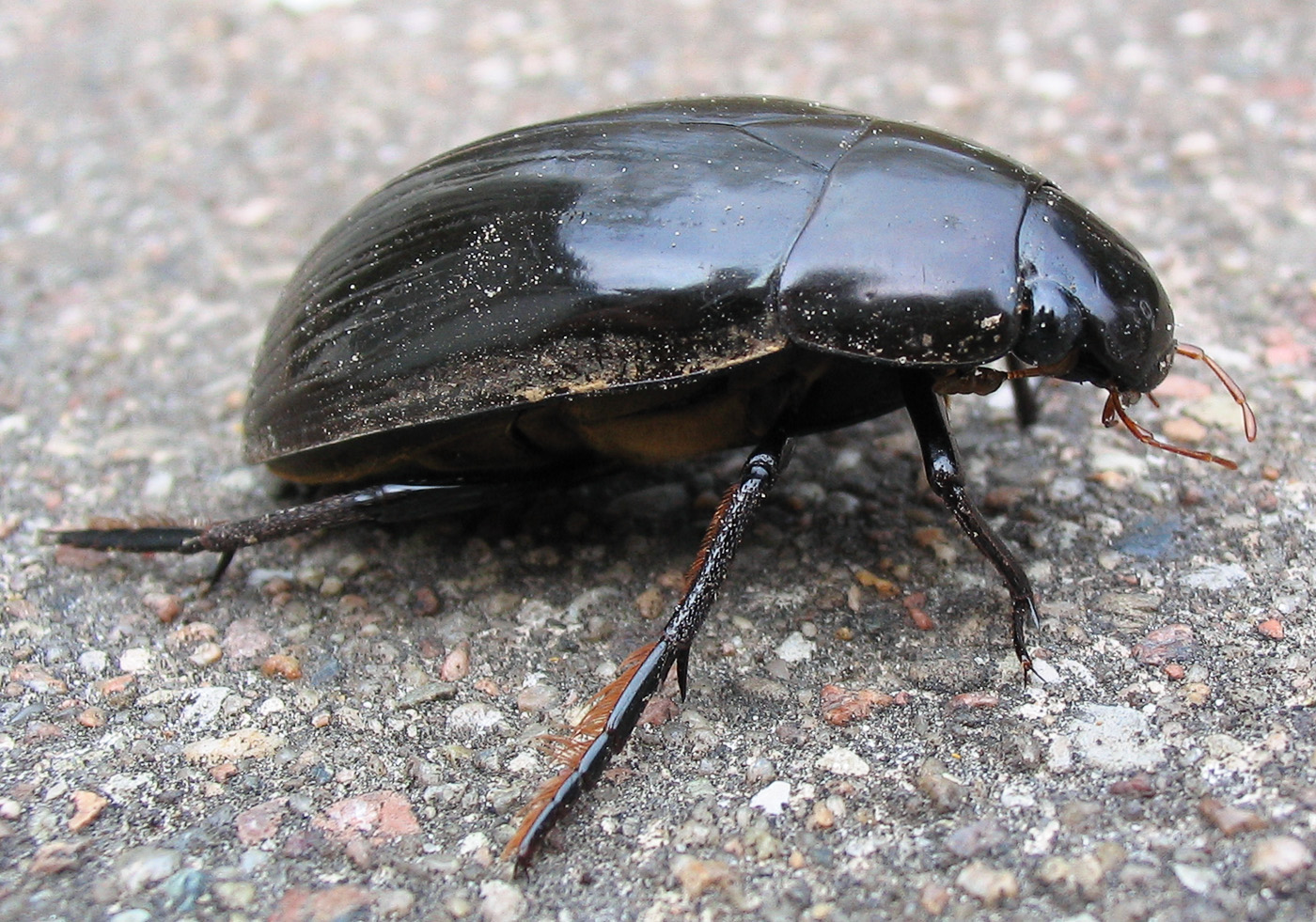
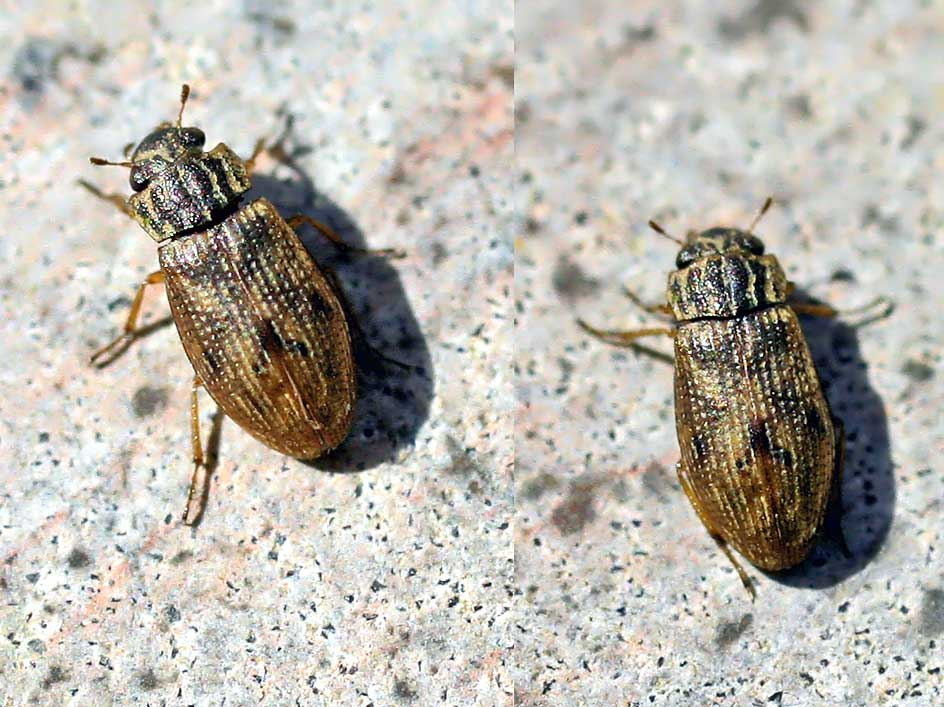